# アラメダ郡
アラメダ郡（Alameda County）は、アメリカ合衆国カリフォルニア州にある郡である。人口は168万2353人（2020年）。郡庁所在地は、オークランド（Oakland）である。

## 歴史
1853年3月25日、アラメダ郡は、コントラコスタ郡とサンタクララ郡の一部から設立された。
アラメダは「ポプラの木が育つ場所」という意味で、郡を流れるアラメダ川（スペイン語でEl Arroyo de la Alameda）に付けられていた名前である。川沿いに並んでいた柳やアメリカスズカケノキが、川を発見した探険家にアラメダと呼ばれていた並木道を思い出せたことから川にこの名前が付けられた理由である。 
郡庁所在地は、設立当初はアルバラドであったが、1856年にサンレアンドロに移され、1872年から1875年まではブルックリンにあった。その後、ブルックリンはオークランドの一部となり、オークランドが郡庁所在地となって今に至る。

## 地理
アメリカ合衆国統計局によると、この郡は総面積2,127 km2 (821 mi2) である。このうち1,910 km2 (738 mi2) が陸地で216 km2 (84 mi2) が水地域である。総面積の10.18%が水地域となっている。
郡の西にサンフランシスコ湾が広がっており、北にはバークリーヒルズがあり、丘の一部は郡境になっている。海岸沿いの平地に郡の人口が集中している。郡の東部にリバーモアバレーがある。

## 人口動静
2000年の国勢調査で、この郡は人口1,443,741人、523,366世帯、及び339,141家族が暮らしている。人口密度は756/km2 (1,957/mi2) である。283/km2 (732/mi2) の平均的な密度に540,183軒の住居が建っている。この郡の人種的構成は白人48.79%、アフリカン・アメリカン14.93%、先住民0.63%、アジア20.45%、太平洋諸島系0.63%、その他の人種8.94%、及び混血5.63%である。人口の18.97%がヒスパニックまたはラテン系である。
523,366世帯のうち、32.60%が18歳未満の子供と一緒に生活しており、47.00%は夫婦で生活している。13.00%は未婚の女性が世帯主であり、35.20%は家族以外の住人と同居している。26.00%は独身の居住者が住んでおり、7.30%は65歳以上で独居である。1世帯の平均人数は2.71人であり、家庭の場合は、3.31人である。
この郡内の住民は24.60%が18歳未満の未成年、18歳以上24歳以下が9.60%、25歳以上44歳以下が33.90%、45歳以上64歳以下が21.70%、及び65歳以上が10.20%にわたっている。中央値年齢は34歳である。女性100人ごとに対して男性は96.60人である。18歳以上の女性100人ごとに対して男性は94.00人である。
この郡の世帯ごとの平均的な収入は55,946米ドルであり、家族ごとの平均的な収入は65,857米ドルである。男性は47,425米ドルに対して女性は36,921米ドルの平均的な収入がある。この郡の一人当たりの収入 (per capita income) は26,680米ドルである。人口の11.00%及び家族の7.70%は貧困線以下である。全人口のうち18歳未満の13.50%及び65歳以上の8.10%は貧困線以下の生活を送っている。

## 都市

### 市
- オークランド（郡庁所在地）
- フリーモント
- ヘイワード
- バークレー
- サンレアンドロ
- リバーモア
- プレザントン
- アラメダ
- ダブリン
- ユニオンシティ
- ニューアーク
- アルバニー (Albany)
- エメリービル
- ピードモン (Piedmont)

### CDP
- アッシュランド (Ashland)
- カストロバレー (Castro Valley)
- チェリーランド (Cherryland)
- フェアビュー (Fairview)
- サンロレンゾ (San Lorenzo)
- スノール (Sunol)